# رودیونین
رودیونین (به انگلیسی: Rhodionin) یک ترکیب شیمیایی با شناسه پاب‌کم ۴۶۲۲۶۵۸۴ است.